# کوریتا (ناحیه پلزن-شمالی)
کوریتا (به چکی: Koryta) یک منطقهٔ مسکونی در جمهوری چک است که در ناحیه پلزن-شمالی واقع شده‌است. کوریتا ۶٫۲۱ کیلومتر مربع مساحت و ۱۲۴ نفر جمعیت دارد و ۴۰۰ متر بالاتر از سطح دریا واقع شده‌است.